# Residency (Britisch-Indien)

Politische Gliederung Britisch-Indiens (Fürstenstaaten gelb)

Eine Residency war in Britisch-Indien der Bezirk eines Residenten, der einheimische Herrscher (siehe Fürstenstaat) beriet und beaufsichtigte. Er hatte in der Regel den diplomatischen Rang eines Political Agent (zwischen Generalkonsul und Gesandter). Es gab folgende Residencies: Haiderabad, Mysore, Jammu und Kashmir, Gwalior, Jaipur, Baroda und Mewar/Udaipur.
Meist war jedoch ein Political Agent für mehrere Fürstenstaaten zuständig. Sein Bezirk war die Agency. Beispiele: Baluchistan Agency, Rajputana Agency, Central India Agency.